# Bel·la Burnaixeva
| 2010 Chebyshev  | 13 d'octubre de 1969   |
| 2232 Altaj      | 15 de setembre de 1969 |
| 2259 Sofievka   | 19 de juliol de 1971   |
| 2327 Gershberg  | 13 d'octubre de 1969   |
| 2697 Albina     | 9 d'octubre de 1969    |
| 3406 Omsk       | 21 de febrer de 1969   |
| 3921 Klement'ev | 19 de juliol de 1971   |
| 4109 Anokhin    | 17 de juliol de 1969   |
| 4465 Rodita     | 14 d'octubre de 1969   |
| 5075 Goryachev  | 13 d'octubre de 1969   |
| 5218 Kutsak     | 9 d'octubre de 1969    |
| 6278 Ametkhan   | 10 d'octubre de 1971   |
| 7318 Dyukov     | 17 de juliol de 1969   |

Bel·la Alekséievna Burnaixeva, rus: Бэлла Алексеевна Бурнашева, nascuda el 1944) és una astrònoma russa i soviètica a la qual hom li atribueix el descobriment de diversos asteroides.
El planeta menor 4427 Burnashev va ser nomenat en honor d'ella i el seu marit Vladislav Ivànovitx Burnaixev.